# Sant’Antonio Abate in Pegli

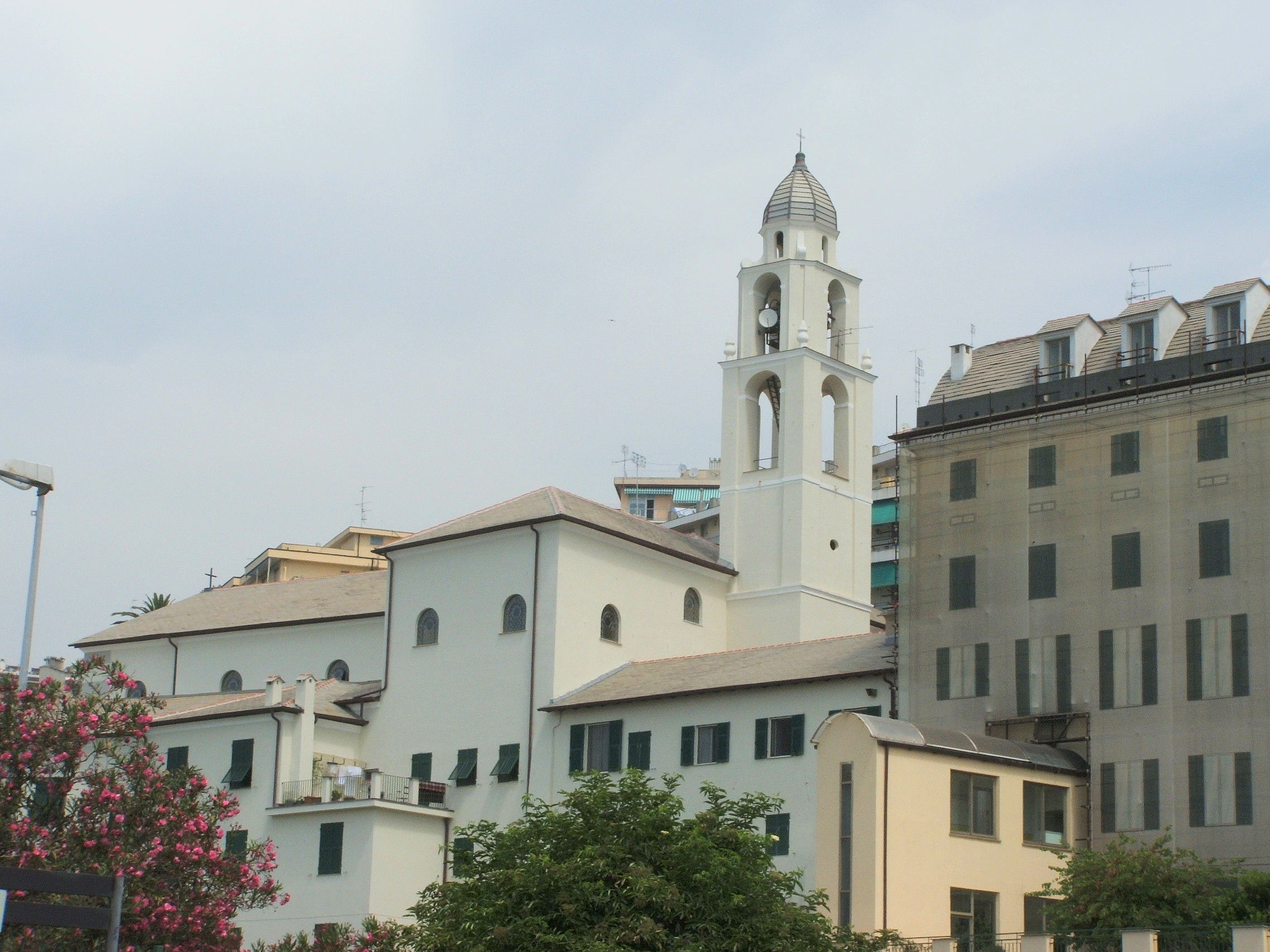
Sant’Antonio Abate in Pegli

Die Pfarrkirche Sant’Antonio Abate in Pegli (Chiesa di Sant’Antonio Abate) ist eine Kirchenbauwerk im Erzbistum Genua.
Es wurde 1478 über der Eremitage (Grotte) des Märtyrers Beato Martino da Pegli errichtet. Der Soldat Martino starb 1344 durch ein Schwert. Seine Reliquien wurden im Monastero Benedettino di San Benigno di Capo Faro (Benediktinerkloster beim Leuchtturm von Genua) aufbewahrt. Dieses wurde 1680 zum Convento di Sant’Antonio Abate a Pegli erweitert. Ein Teil der Freskos, wie zahlreiche Majolikas werden Giovanni Agostino Ratti (* 1699 Savona; † 1775 Genua) zugeschrieben.
1950 war Sant’Antonio der Wirkungsort des Franziskaners Eduard Lajos Dömöter. Dieser unterzeichnete am 1. Juni 1950 einen Antrag auf Ausstellung eines Reisepasses des Internationalen Komitees vom Roten Kreuz (IKRK) für Ricardo Clement. Das IKRK vertrat Leo Biaggi de Blasys aus einer Unternehmerfamilie in Pelgi, Genua.
Am 1. Januar 1958 widmete Giuseppe Siri das Gebäude zur Pfarrkirche, die 1962 komplett umgebaut wurde und heute an der Via Caldesi Giacinto 8 liegt.